# Mitsubishi Airtrek (Chine)
 (janvier 2022).
Pour le modèle crossover essence sans rapport, vendu au Japon sous la même plaque signalétique, voir Mitsubishi Outlander.
Le Mitsubishi Airtrek (chinois : 阿图柯; pinyin : Ātúkē) est un crossover compact électrique produit par GAC Mitsubishi, une co entreprise de Guangzhou Automobile Cie et Mitsubishi Motors depuis 2021.

## Aperçu

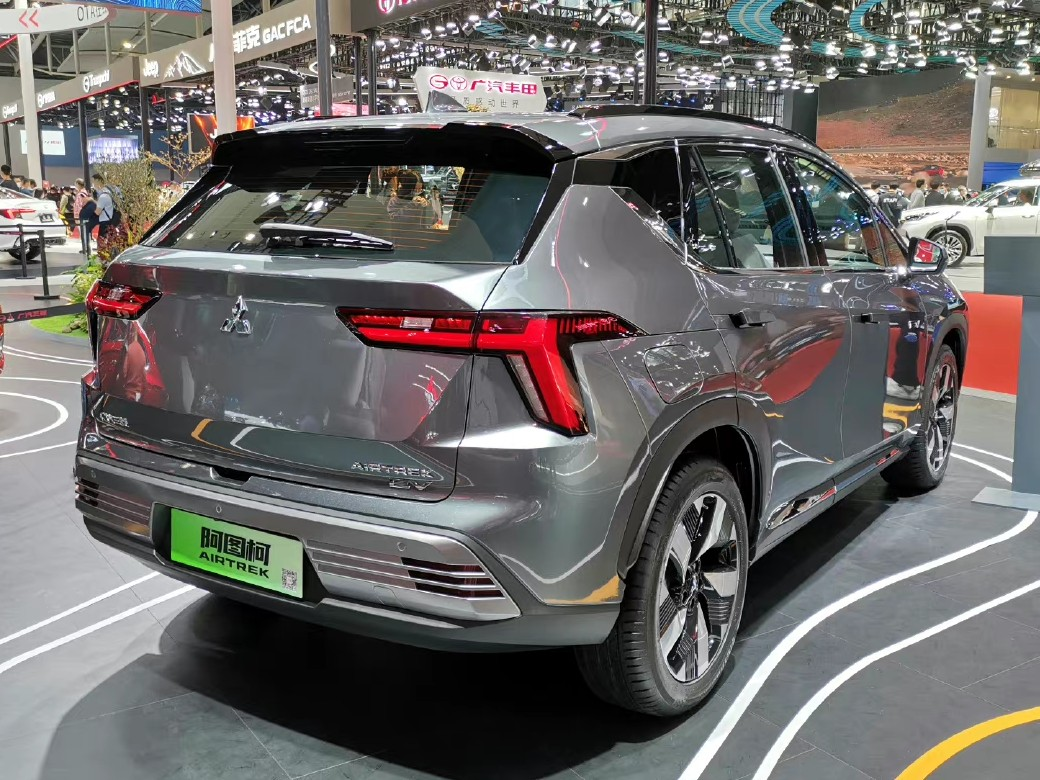
Vue arrière

L'Airtrek a été dévoilé au Salon de l'automobile de Guangzhou en novembre 2021 après avoir présenté l'Airtrek en avant-première en tant que concept homonyme en avril 2021 au Salon de l'automobile de Shanghai. Il est basé sur la même plate-forme que l'Aion V et dispose d'une fonctionnalité de conduite semi-autonome de niveau 2 utilisant neuf radars et caméras pour les fonctions d'accélération, de freinage et d'assistance dans la voie,.
L'Airtrek devrait être commercialisé, exclusivement en Chine, début 2022.

### Groupe motopropulseur
L'Airtrek est alimenté par une batterie lithium-ion de 70 kWh, associée à un moteur électrique de 135 kW (181 ch; 184 PS) offrant une autonomie revendiquée de 520 km (323,1 miles). La dynamique de conduite est facilitée par une batterie basse avec un centre de masse bas et une répartition du poids de 50:50.